# Deinocheirus
Deinocheirus (del grec antic, "mà terrible") és un gènere de dinosaure teròpode que va viure en el que avui en dia és Mongòlia, durant el Cretaci superior. Les úniques restes fòssils conegudes són un parell d'enormes extremitats anteriors de 2,4 metres, amb unes urpes de 25 centímetres i les restes d'algunes costelles i vèrtebres. Deinocheirus fou anomenat per Halszka Osmólska i Ewa Roniewicz l'any 1970. L'espècie tipus i única espècie anomenada és D. mirificus (del llatí, "inusual", "peculiar"). S'exposen rèpliques dels braços fossilitzats al Museu paleontològic de la Universitat d'Oslo, Noruega, al Museu Americà d'Història Natural, Nova York, al Museu d'Història Natural, Londres i al Museu dels dinosaures, Blanding, Utah.